# I-dle
i-dle，原團名(G)I-DLE，是韓國Cube娛樂於2018年推出的女子音樂組合，初期由六人組成；穗珍於2021年退出後，成員為薇娟、Minnie、小娟、雨琦與舒華，並由小娟擔任隊長。團體以其音樂創作能力、多樣性，以及作為「自我製作型」偶像團體而聞名，多數歌曲由成員親自參與作詞作曲。
i-dle於2018年5月2日以迷你專輯《I Am》及主打單曲《LATATA》出道。2022年首張正規專輯《I NEVER DIE》的主打歌《TOMBOY》成名。這首歌曲在韓國Gaon單曲榜上獲得冠軍，並取得商業與評論雙重成功。隨後的單曲《Nxde》同樣登上韓國Circle數位榜排行榜第一，並以非英文歌曲成功進入美國Billboard Pop Airplay榜單。
i-dle在2023年以第六張迷你專輯《I feel》進一步突破，其中主打歌《Queencard》連續三次在韓國Circle數位榜取得冠軍，並讓專輯成為他們首張在韓國銷量突破百萬的作品。此外，2024年的第二張正規專輯《2》也取得成功，內含的主打單曲《Super Lady》與冠軍歌曲《Fate》備受讚譽。
2025年5月2日，Cube娛樂宣布，團體名稱由原本的「(G)I-DLE」（韓語：(여자)아이들）正式更名為「i-dle*」（아이들），象徵出道七周年之際進行全新品牌重塑。
i-dle在2025年5月2日推出特別專輯《We are i-dle》來紀念出道7週年。

## 官方設定

### 團名
創始團名寫法為「(G)I-DLE」，發音省略括號內文字，讀法為「I-DLE」，但是使用非韓語時G則會發音。團名由代表女孩的「、G」，英文個人的「、I」，韓文複數的「、DLE」組成，意味著擁有獨特個性的“六”人所組成的團體。在早期的官方MV標題，團名之繁體中文翻譯為「(女)孩子們」。
2025年5月2日，團體出道7週年，團名改為「i-dle」並搭配全新的標誌與象徵符號發表，其中五個小寫字母「i」組成星形，象徵五位成員的多樣個性與整體團結。Cube娛樂表示，此次變更不僅是名稱的更新，更是團體音樂性與國際影響力擴張的重要一步。

### 團徽、手勢

創始團徽（2018-2025年）

創始團徽結合英文的「I」及韓文的，有着將各位不同個性的女孩聚集起來的意義。口號為「1、2，3！大家好，我們是i-dle！」，代表手勢是用拇指比成英文字母小寫的「i」，再兩手倒扣合在一起，比成大寫的「I」。

### 應援色、應援物
官方應援色為NEON RED（ ，Pantone 185C）與CHIC VIOLET（ ，Pantone 2597C）。
官方手燈造型為熱氣球般的水晶罩，以(G)I-DLE的標識設計的城堡，手燈一共可以閃爍三種顏色，分別是白色以及應援雙色。

### 官方粉絲名
官方粉絲名為「()」，在2018年10月29日透過V Live直播選出，意思是童話彼得潘裡的虛構之島，待在島上的小朋友會停止長大。

## 成員資料
| 成員列表   | 成員列表 | 成員列表 | 成員列表 | 成員列表         | 成員列表                               | 成員列表         |
| 藝名       | 藝名     | 藝名     | 藝名     | 本名             | 出生日期 出生地                        | 官方公布擔當     |
| 中文       | 英文     | 韓文     | 日文     | 本名             | 出生日期 出生地                        | 官方公布擔當     |
| ---------- | -------- | -------- | -------- | ---------------- | -------------------------------------- | ---------------- |
| 薇娟       | Miyeon   |          |          | ／ Cho Mi Yeon   | 1997年1月31日 · 仁川廣域市西區麻田洞   | 主唱             |
| [ 註 5 ]   | Minnie   |          |          | Nicha Yontararak | 1997年10月23日 · 泰國曼谷              | 主唱             |
| 小娟       | Soyeon   |          |          | ／ Jeon So Yeon  | 1998年8月26日 · 首爾特別市江南區開浦洞 | 隊長、主饒舌     |
| 雨琦       | Yuqi     |          |          | Song Yu Qi       | 1999年9月23日 · 中国北京市             | 領舞、副唱       |
| 舒華       | Shuhua   |          |          | Yeh Shu Hua      | 2000年1月6日 · 臺灣桃園縣楊梅鎮        | 副唱、門面、忙內 |
| 已退出成員 |          |          |          |                  |                                        |                  |
| 穗珍       | Soojin   |          |          | ／ Seo Soo Jin   | 1998年3月9日 · 京畿道華城市            | 主舞、副唱       |

### 韓國音樂著作權協會之登記編號
- 依照登記順序排序

| 成員   | 登記名稱 | 登記編號 | 曲目列表 |
| ------ | -------- | -------- | -------- |
| 小娟   |          | 10012941 | [ 37 ]   |
| Minnie |          | 10022029 | [ 38 ]   |
| 雨琦   |          | 10026225 | [ 39 ]   |
| 薇娟   |          | 10034507 | [ 40 ]   |
| 舒華   |          | 10047159 | [ 41 ]   |

## 經歷

### 出道前
薇娟
2010至2015年，曾在YG娛樂練習5年，是與大型女團企劃BLACKPINK同期練習生，離開後於歌唱學院學習音樂。2016年，9月曾與林瑟雍公演，12月曾參與林瑟雍演唱會。
2017年，7月參與《YOU》Cover。參加Cube面試時，表演是結他自彈自唱、舞蹈。2018年，2月參與《Missing You》、《Love Scenario》Cover，
3月參與《Try》、《First Love》Cover。
Minnie
曾於泰國Grammy Vocal Studio (Gvocal) 學習唱歌，也曾於泰國學習四年中文。
2014年，9月參加Cube Star World Audition泰國站，表演是鋼琴自彈自唱英文流行曲。2016年，11月曾參與田小娟的公演舞台。
2017年，6月參與Rising Star Cosmetics代言，6月演唱Line Friends的兒歌《Twinkle twinkle little star》。11月參與Line Friends的《Dance Party》英文專輯。2018年，2月參與《Missing You》、《Love Scenario》Cover，3月參與《Try》、《First Love》Cover。
穗珍
曾於Modern K實用音樂學院學習唱歌，於舞蹈學院學習跳舞，並考進韓國藝術高中。2015年，曾是DN娛樂旗下女團VIVIDIVA(비비디바)的預備成員，以藝名N.NA參與出道前活動，但她和成員KANA於出道前離開，該團現已解散。高中三年級時，參加Cube面試，表演是唱BoA《No.1》，跳Red Velvet《Dumb Dumb》舞蹈。2016年進入Cube。曾飾演田小娟solo曲中的面具女孩。
小娟
2014年1月，參加Cube面試時，表演是唱G-Dragon的《This Love》、Rap、舞蹈。2016年，1月出演《PRODUCE 101》，7月出演《Unpretty Rapstar 3》，12月簽訂正式藝人合約。2017年11月，以Solo歌手出道。
雨琦
2015年，參加Cube Star World Audition北京站，表演是跳CLC《變得漂亮》舞蹈、唱鄧紫棋《泡沫》。
2017年，6月參與Rising Star Cosmetics代言。2018年，2月參與《世上的溫度》影片。
舒華
2015年，曾參與AF娛樂的Dance Cover。2016年，4月參加Cube Star World Audition，表演是Free Style舞蹈、唱歌。2017年，6月參與Rising Star Cosmetics代言。
9月與柳善皓共同出演10cm的《PET》MV、花絮影音。

### 2018年：出道
1月11日，新聞報導小娟將加入新女團。3月22日，確定小娟加入新女團，已完成專輯封面拍攝。
首先於4月5日，公開團徽設計，再於4月7日公開社群帳號。4月9日至4月13日，發布是次專輯中各成員的個人照以及團體照。4月15日，首次全體公開活動，於弘大街頭表演。
5月2日，韓國時間下午6點，公開首張迷你專輯《I am》全輯音源及主打《LATATA》，並於同日舉行出道Showcase，正式出道。5月6日，出道曲《LATATA》首度進入音源榜Melon百名之內。同日在音樂節目《人氣歌謠》播放出道舞台後，隨即登上Naver TV熱門播放量第一名。5月9日，出道曲《LATATA》在美國、英國、法國、澳洲、比利時、加拿大、德國等11個國家的iTunes韓國流行音樂榜上都登上冠軍。2019年2月2日，《LATATA》MV雙頻道點閱數共計超過一億次。2月26日，《LATATA》歷經9個月又24天，MV單頻道點閱數突破一億，為(G)I-DLE第一首破億MV。
5月10日，出道專輯《I am》取得Billboard的「世界專輯榜」第7名。
5月15日，登頂美國iTunesK-Pop榜第1名。
5月16日，宣傳期間首度登上《Show Champion》一位候補。5月17日，《LATATA》MV點閱數突破1000萬。
5月18日，《I am》取得Billboard的「世界專輯榜」第5名，並連續兩週停留在Billboard世界專輯榜前10名。
5月22日，出道僅20天即在音樂節目《THE SHOW》奪下出道後首個一位。5月24日、29日接連取得一位，宣傳期間獲得三個一位。
8月1日，Cube娛樂相關人士表示，(G)I-DLE正在加緊籌備新曲中，預計於8月中旬回歸。8月5日，官方社群帳號發布Whistle版本預告。
8月6日，官方社群帳號宣布，確定將於8月14日攜首張數位單曲回歸。8月14日，韓國時間下午6點，公開首張數位單曲《HANN (Alone)》。
8月16日，主打歌《HANN (Alone)》僅發表2天，MV點閱數即突破700萬，同日在Bugs、Genie和Olleh Music登上了冠軍寶座。8月29日，在音樂節目《Show Champion》以主打歌《HANN (Alone)》取得回歸後首個一位。9月4日、6日接連取得一位，宣傳期間獲得三個一位。
11月3日，成員小娟、薇娟與美國歌手麥狄森·碧兒、杰拉·伯恩斯為線上遊戲《英雄聯盟》獻唱歌曲《POP/STARS》，並於同日正式於英雄联盟2018赛季全球总决赛的開幕舞台發表。

### 2019年
2019年2月6日，根據STARNEWS採訪結果，(G)I-DLE計畫於2月末左右開始回歸活動。目前新專輯製作已接近尾聲，在收尾階段。2月10日，官方社群帳號宣布，確定將於2月26日攜迷你二輯《I made》回歸，其中成員小娟參與大部份歌曲之作曲填詞，並收錄成員Minnie初次作曲填詞歌曲《Blow Your Mind》。
2月26日，韓國時間下午6時，公開第二張迷你專輯《I made》全輯音源及主打《Senorita》，並於同日舉行回歸Showcase。
2月28日，迷你二輯《I made》登上美國、加拿大、德國、法國、英國、荷蘭、紐西蘭、澳洲等22個國家的iTunes K-pop專輯榜冠軍，主打歌《Senorita》也在美國、英國、澳洲、奧地利等19個國家登上iTunes K-pop單曲榜冠軍。同日，主打歌《Senorita》在Bugs、Naver登上了冠軍寶座、Soribada拿下亞軍，另在其餘榜單上均在上游圈徘徊。
3月6日，在音樂節目《Show Champion》以主打歌《Senorita》取得回歸後首個一位，宣傳期間獲得一個一位。3月7日，迷你二輯《I made》取得美國Billboard的「世界專輯榜」第5名。
6月13日，Cube娛樂相關人士表示，(G)I-DLE確定於6月26日以數位單曲《Uh-Oh》回歸，並釋出將進行MV拍攝的消息。6月16日，官方社群帳號發布首波回歸預告照。
6月26日，韓國時間下午6點，公開第二張數位單曲《Uh-Oh》，並於同日舉行回歸Showcase。
6月27日，第二張數位單曲《Uh-Oh》登上台灣、日本、澳洲、美國、加拿大、英國等17個國家Tunes K-pop單曲榜冠軍，另在哥斯達黎加、約旦、蒙古、瑞典及尼加拉瓜等5個國家拿下iTunes綜合歌曲榜冠軍。
7月2日，在音樂節目《THE SHOW》以主打歌《Uh-Oh》取得回歸後首個一位，宣傳期間獲得一個一位。
5月20日，日本官方網站宣布7月23日將在東京舉行日本出道Showcase，7月31日將正式發行日本出道迷你專輯《LATATA》。
7月29日，先行公開日本首張迷你專輯《LATATA》全輯音源，並於7月31正式發售實體專輯。
8月21日，《HANN (Alone)》MV雙頻道點閱數共計超過一億次。2019年10月7日，《HANN (Alone)》歷經1年1個月又23天，MV單頻道點閱數突破一億，為(G)I-DLE第二首破億MV。
8月29日，全員固定出演Mnet綜藝節目《Queendom》。9月22日，i-dle舉行首次官方粉絲見面會。
10月25日，韓國時間中午12點，Mnet公開新曲《LION》音源。10月31日，於《Queendom》決賽中公開《LION》舞台，引起廣大迴響，公開影片後12小時內便已吸引超過百萬人次觀看，並衝上YouTube發燒影片榜首，於韓國最大音源網站Melon逆襲回升至13名。
11月2日，Cube娛樂釋出《LION》MV預告。11月4日，於官方YouTube頻道公開《LION》MV。11月9日，《LION》MV點閱數突破1000萬。11月12日，《LION》取得Billboard的「世界數位歌曲暢銷榜」第5名。
11月10日，成員小娟與美國歌手貝姬·G、琪琪·帕瑪、Duckwrth和Thutmose為線上遊戲《英雄聯盟》獻唱歌曲《GIANTS》，並於同日正式於英雄联盟2019赛季全球总决赛的開幕舞台發表。

### 2020年：《I trust》
1月23日，官方社群帳號公開了一張海報，宣布(G)I-DLE即將展開首次巡迴演唱會《2020 (G)I-DLE WORLD TOUR 'I-LAND: WHO AM I'》。
2月18日，Cube娛樂相關人士表示，(G)I-DLE正在準備新作品，目標是於3月中旬回歸，並釋出將進行MV拍攝的消息。
2月28日，Cube娛樂發布官方公告，受疫情影響，推遲世界巡迴演唱會，以及原定於3月的回歸計畫。
3月19日，Cube娛樂宣布(G)I-DLE預定於4月初回歸，目前新專輯製作已接近尾聲。
3月24日，官方社群帳號宣布，確定將於4月6日攜迷你三輯回歸。
4月6日，韓國時間下午6時，公開第三張迷你專輯《I trust》全輯音源及主打《Oh my god》，並於同日舉行線上回歸Showcase。7時，主打歌在Bugs、Genie、Naver登上了冠軍寶座，在Melon、Soribada上也位居第4名與第8名。
4月7日，《Oh my god》僅發表24個小時，MV點閱數即突破1690萬，此外MV公開僅5個小時內便摘得韓國YouTube發燒影片首位，同時佔據了法國、美國等全世界47個國家的發燒影片首位。
4月8日，迷你三輯《I trust》登上新加坡、馬來西亞、汶萊、紐西蘭、加拿大、瑞典、芬蘭、巴西等39個國家的iTunes專輯榜冠軍，而在美國的流行樂專輯榜、iTunes K-pop專輯榜上，(G)I-DLE也成功雙雙奪冠。
4月10日，迷你三輯《I trust》登上58個國家的iTunes專輯榜冠軍，締造韓國女子音樂組合在該榜上獲得的冠軍數量新紀錄。
4月15日，迷你三輯《I trust》取得Billboard的「世界專輯榜」第4名，主打歌《Oh my god》在「世界單曲銷量榜」榮獲第3名，另在Social 50、新興藝人榜和即時熱門專輯銷量榜上，分別拿下第17、25、81名。
4月16日，在音樂節目《M Countdown》以主打歌《Oh my god》取得回歸後首個一位。4月17日至19日接連取得一位，為自身首次三大無線電視台一位滿貫，宣傳期間獲得四個一位。
5月15日，Cube娛樂在官方YouTube頻道公開《LATATA》英語版。
6月5日，Cube娛樂在官方社交平台U CUBE發布官方聲明，(G)I-DLE將於7月5日舉辦線上演唱會，並同時取消原定之巡迴演唱會。
7月6日，Cube娛樂宣布(G)I-DLE將發行新歌，並公開預告海報，此次將以「Fan Song」的形式在7日發行，並無安排打歌行程。
7月7日，韓國時間下午6點，公開第三張數位單曲《i'M THE TREND》。
7月9日，《Oh my god》MV點閱數突破一億次，為(G)I-DLE第三首破億MV。
7月14日，Cube娛樂宣布，(G)I-DLE正在以八月初推出新專輯為目標做準備，也在16日於官方社群帳號釋出海報，17日確定於8月3日以首張單曲專輯回歸。
8月3日，韓國時間下午6點，公開首張單曲專輯《DUMDi DUMDi》全輯音源及同名主打，並於同日舉行線上回歸Showcase。
8月5日，首張單曲專輯《DUMDi DUMDi》登上台灣、越南、智利、土耳其、芬蘭、葡萄牙、波蘭、烏克蘭、巴拿馬、澳門等47個國家iTunes Top Songs榜冠軍。
8月12日，在音樂節目《Show Champion》以主打歌《DUMDi DUMDi》取得回歸後首個一位，宣傳期間獲得六個一位。
8月20日，成員小娟、薇娟與美國歌手碧·米勒和Wolftyla為線上遊戲《英雄聯盟》獻唱歌曲《The Baddest》，此次為K/DA計畫的第二首單曲。
10月28日，成員小娟、薇娟與美國歌手麥狄森·碧兒、傑拉·伯恩斯和劉柏辛為線上遊戲《英雄聯盟》獻唱歌曲《More》，此次為K/DA計畫的第三首單曲。
11月8日，(G)I-DLE舉行第二次官方粉絲線上見面會。

### 2021年：《I burn》、成員個人事業
2020年12月28日，官方社群帳號釋出回歸海報。
1月2日，Cube娛樂發布首波概念預告，並於7日釋出試聽影片，翌日接連公開兩支音樂錄影帶預告片，並於1月11日正式發行《I burn》的完整音源和音樂錄影帶。
1月11日，韓國時間下午6時，公開第四張迷你專輯《I burn》全輯音源及主打《HWAA》，並於同日舉行線上回歸Showcase。7時，主打歌《HWAA》在Melon、Genie、Bugs等音源榜登上了冠軍寶座。
1月13日，迷你四輯《I burn》登上荷蘭、芬蘭、墨西哥、俄羅斯、加拿大、墨西哥、紐西蘭等51個國家的iTunes專輯榜冠軍。
1月20日，在音樂節目《Show Champion》以主打歌《HWAA》取得回歸後首個一位，宣傳期間獲得十個一位，突破自身紀錄。
2月28日，《Senorita》MV雙頻道點閱數共計超過一億次，為(G)I-DLE第四首破億MV。
3月4日，Cube娛樂發布官方聲明，宣布成員穗珍因霸凌疑雲暂停一切演藝活動，(G)I-DLE暫時以五人體制活動。
4月29日，韓國時間下午6時，公開第四張數位單曲《Last Dance (Prod. GroovyRoom)》，成員穗珍因霸凌疑雲暫停活動而未參與歌曲的音源錄製。
5月7日，Cube娛樂宣布成員雨琦將於5月13日發行首張個人數位單曲《A Page》，同時公開了首波預告照。
5月13日，韓國時間下午6時，成員雨琦公開首張個人數位單曲《A Page》全輯音源。
5月21日，Cube娛樂宣布成員小娟將於6月中旬SOLO回歸，進入了個人專輯的最後準備階段。
7月5日，韓國時間下午6時，成員小娟公開首張個人迷你專輯《Windy》全輯音源及主打《BEAM BEAM》。
5月10日全員開通個人IG
8月14日，Cube娛樂正式宣佈穗珍離開團體，團體未來將以五人體制活動，會繼續支持(G)I-DLE未來的活動。

### 2022年：《I NEVER DIE》
1月17日，(G)I-DLE參加了韓國2020杜拜博覽K-POP演唱會，經歷成員變動後，時隔5個月首次以五人形式上台演出，所有舞蹈經過重新調整，原本屬於穗珍負責的歌曲段落大部分交給了舒華。
1月26日，《LION》MV點閱數突破一億次，為(G)I-DLE第五首破億MV。
2月17日，韓國媒體透露(G)I-DLE將在3月首次以五人體制回歸。
2月23日，Cube娛樂宣布(G)I-DLE將於3月14日首次以五人體制攜正規一輯回歸。
3月14日，韓國時間下午6時，公開正規一輯《I NEVER DIE》全輯音源及主打曲《TOMBOY》MV，並於同日舉行線上回歸Showcase。
3月16日，正規一輯《I NEVER DIE》登上巴西、墨西哥、新加坡、泰國等24個國家的iTunes專輯榜冠軍。
3月19日，主打歌《TOMBOY》在Melon、Melon TOP100、Genie、Bugs、Flo等音源網站的實時榜單中登上了冠軍寶座，取得出道後首次Realtime All-Kill。
3月22日，在音樂節目《THE SHOW》以主打歌《TOMBOY》取得回歸後首個一位，宣傳期間獲得八個一位。
3月24日，主打歌《TOMBOY》在Melon、Genie、FLO、VIBE、Bugs五大韓國音源榜上達成實時榜1位及日榜1位，取得出道後首次Perfect All-Kill，成為2022年第二首PAK歌曲。
4月6日，韓國媒體透露(G)I-DLE成員薇娟將在本月底發行首張個人專輯。
4月27日，韓國時間下午6時，成員薇娟公開首張個人迷你專輯《MY》全輯音源及主打曲《Drive》MV。
4月30日，《TOMBOY》歷經48天，MV點閱數突破一億次，為(G)I-DLE第六首破億MV。
6月14日，《HWAA》MV點閱數突破一億，為(G)I-DLE第七首破億MV。
〈2022 (G)I-DLE WORLD TOUR JUST ME ( )I-DLE〉，是未來將舉行的第一場世界巡迴演唱會，由韓國女子團體(G)I-DLE依他們的第一張正規專輯《I NEVER DIE》做策畫活動；本巡迴演唱會將於2022年6月18日在首爾以兩場演出開始，再依序到亞洲、北美的多個城市以及其他一些待宣布的城市和國家舉行，到目前為止確定將有16場演出，而這也是他們自2018年出道以來首次單獨舉辦的演唱會。
6月26日，《LATATA》MV雙頻道點閱數共計超過兩億次，成為(G)I-DLE首支破兩億MV。
9月14日，公布第五張迷你專輯的名稱為《I love》。
10月17日，韓國時間下午6時，公開第五張迷你專輯《I love》全輯音源及主打曲《Nxde》MV，MV發表24個小時內點閱數突破2444萬。
10月18日，主打歌《Nxde》在Melon、Melon TOP100、Genie、Bugs、Flo等音源網站的實時榜單中登上了冠軍寶座，取得該首歌首次Realtime All-Kill。
10月19日，第五張迷你專輯《I love》登上法國、紐西蘭、新加坡、巴西、丹麥等40個國家的iTunes專輯榜冠軍。
10月25日，主打歌《Nxde》在Melon、Genie、Flo、VIBE、Bugs五大韓國音源榜上達成實時榜1位和周榜1位及日榜1位，成為出道後第二首Perfect All-Kill歌曲，也成為K-pop史上第四個在同一年有兩首Perfect All-Kill主打歌的團體。
10月30日，繼IU和BTS之後，(G)I-DLE以《TOMBOY》《Nxde》成為第三位有多首歌曲擁有至少100個Perfect All-Kill（實時榜單、日榜、周榜均為第一）的藝人，也是目前為止唯一達成此成績的女團。
10月31日，主打歌《Nxde》在Melon周人氣獎獲得84.3分，是四代團中第一個也是唯一一個以三首歌（《HWAA》《TOMBOY》《Nxde》）贏取Melon人氣獎，同時是2022年Melon周人氣獎的最高分數，超過太妍總分84.2的成績。
11月1日，第五張迷你專輯《I love》在美國Billboard 200榜單中獲得第71位的成績。同時在Billboard Global 200榜單中新歌《Nxde》獲得第50位，在Billboard South Korea Songs《Nxde》排名第一，《TOMBOY》排在第19位的成績。
11月3日，(G)I-DLE在YouTube上的所有官方音乐视频的播放量已经超过了20亿，是第四代第一个也是唯一一个达到这一里程碑，同时也是YouTube上MV点击量100M最多的第四代组合（共有7个MV）。除此之外在中国成为2022年女艺人销售最高唱片纪录，以940K的成绩打破BLACKPINK830K的纪录。
(G)I-DLE成为今年唯一一个两次获得Circle Chart TRIPLE CROWN（数字、流媒体、下载）的韩国组合，《TOMBOY》第十三周，《Nxde》第44周，成为第一个也是唯一一个实现这一里程碑的第四代组合。
11月4日，《Nxde》歷經17天，MV點閱數突破一億次，成為(G)I-DLE歷年來主打歌中最快破億的歌曲，為(G)I-DLE第八首破億MV。
11月6日，(G)I-DLE在YouTube韩国音乐排行榜上获得了三个四冠王（连续3周排名第一），同时占据了所有4个类别的榜首：热门歌曲第一位《Nxde》，最佳艺术家第一位，趋势视频第一位《Nxde》，顶级音乐视频第一位《Nxde》。
12月7日，《Nxde》在Rolling Stone的Top 100 Best Song of 2022中排名第88位。
12月12日，(G)I-DLE在Youtube达到1兆观看，成为2022年第五个女团达成此成就。

### 2023年
1月6日，GENIE公佈2022年榜冠軍為(G)I-DLE《TOMBOY》，成為第八個GENIE歷年年榜冠軍的K-POP偶像組合。而《MY BAG》48位《Nxde》86位。
1月14日，參加2023超級巨星紅白藝能大賞。
1月17日，《TOMBOY》成為(G)I-DLE第二個破兩億觀看的MV，也是單官方頻道首支破兩億的MV。
4月17日，《Nxde》成為(G)I-DLE第三個破兩億觀看的MV。
4月18日，(G)I-DLE公布第六張迷你專輯的名稱為《I feel》。
5月10日，釋出先行曲《Allergy》MV。
5月14日，第六張迷你專輯《I feel》的預售量超過了110萬張，刷新了自身最高紀錄。
5月15日，韓國時間下午6時，公開第六張迷你專輯《I feel》全輯音源及主打曲《Queencard》MV。
5月17日，第六張迷你專輯《I feel》登上新加坡、土耳其和墨西哥等18個國家的iTunes專輯榜冠軍。
5月29日，主打歌《Queencard》在Melon、Melon TOP100、Genie、Bugs、Flo等音源網站的實時榜單中登上了冠軍寶座，取得該首Realtime All-Kill。
5月31日，(G)I-DLE出道以來首次以第六張迷你專輯《I feel》空降該周Billboard世界專輯榜一位。
6月2日，《Queencard》歷經18天6小時，MV點閱數突破一億次，為(G)I-DLE第九首破億MV。
6月8日，主打歌《Queencard》在Melon、Genie、Flo、VIBE、Bugs五大韓國音源榜上達成實時榜1位和周榜1位及日榜1位，成為出道後第三首Perfect All-Kill歌曲。
6月12日，《Oh my god》成為(G)I-DLE第四個破兩億觀看的MV。
7月11日，Billboard透露，(G)I-DLE將88rising攜手合作推出首張英語迷你專輯《HEAT》。
7月14日，韓國時間上午7時，公開首張英文迷你專輯《HEAT》的先行曲《I DO》音源及MV。
8月14日，《Queencard》成為(G)I-DLE第五個破兩億觀看的MV，也是(G)I-DLE最快破兩億的MV，歷經3個月。
10月6日，首張英文迷你專輯《HEAT》發行。

### 2024年
1月7日，(G)I-DLE公布正規二輯的名稱為《2》。
1月22日，釋出先行曲《Wife》MV。
1月24日，正規二輯《2》的預售量超過了180萬張，刷新了自身最高紀錄。
1月29日，韓國時間下午6時，公開正規二輯《2》全輯音源及主打曲《Super Lady》MV。
1月31日，韓國音樂著作權協會宣布小娟升級為正式會員。
2月7日，《TOMBOY》成為(G)I-DLE第一個破三億次觀看的MV，也是單官方頻道首支破三億次觀看的MV。
2月11日，《Queencard》成為(G)I-DLE第二個破三億次觀看的MV，也是單官方頻道第二支破三億次觀看的MV。
2月15日，釋出收錄曲《Revenge》MV。
3月6日，正規二輯《2》收錄曲《Fate》在無任何宣傳情況下，從日榜五百多名逆行進入日榜第5名，且《Fate》的音樂觀看次數達到765萬。
3月12日，《Fate》的音樂觀看次數達到1050萬，並且進入各大榜單前三名。
3月13日，釋出《Fate》Live Clip。
3月15日，《Fate》進入各大榜單實時第一。
3月18日，《Fate》在Melon、Melon TOP100、Genie、Bugs、Flo等音源網站的實時榜單中登上了冠軍寶座，取得該首Realtime All-Kill。
3月19日，宣布收錄曲《Fate》將從21日在M Countdown開始進行打歌宣傳(為期一周)，成員舒華因休養並未參加，同時《Fate》Live Clip僅用五天時間播放量突破1000萬次觀看。
3月26日，《Fate》在Melon、Genie、Flo、VIBE、Bugs五大韓國音源榜上達成實時榜1位和周榜1位及日榜1位，成為出道後第四首Perfect All-Kill歌曲。
3月31日，《Fate》在人氣歌謠中獲得一位，為該曲第一個音樂節目冠軍，並於隨後兩周接連告捷，拿下三連冠亮眼成績。
5月6日，《Nxde》成為(G)I-DLE第三個破三億次觀看的MV，也是單官方頻道第三支破三億次的MV。
5月6日，《MY BAG》Choreography Practice Video播放數突破一億次，為(G)I-DLE第一首破億Choreography Practice Video。
6月10日，(G)I-DLE公布第七張迷你專輯的名稱為《I SWAY》。
7月8日，韓國時間下午6時，公開第七張迷你專輯《I SWAY》全輯音源及主打曲《Klaxon》MV。
7月9日，《Super Lady》MV點閱數突破一億次，為(G)I-DLE第十首破億MV。
7月12日，《Allergy》MV點閱數突破一億次，為(G)I-DLE第十一首破億MV。
11月30日，(G)I-DLE在甜瓜音樂獎上獲得「年度製作」大賞。在得獎感言中，隊長田小娟宣布全體成員已成功以團體形式與所屬經紀公司Cube娛樂完成續約，並表示未來將繼續以完整體形式進行團體活動。
12月2日，Cube娛樂發布聲明，宣布(G)I-DLE全體成員完成個人續約，包括此前已結束合約的隊長田小娟，以及仍在原有合約期內的其他成員。Cube娛樂在聲明中表示，將繼續支持(G)I-DLE的未來發展，並期待她們在更廣闊的舞台上取得成績。

### 2025年
5月2日，Cube娛樂宣布，團體名稱由原本的「(G)I-DLE」（韓語：(여자)아이들）正式更名為「i-dle」（아이들），象徵出道七周年之際進行全新品牌重塑。此次更名取消了原有名稱中的括號與字母「G」，意圖去除性別框架，強調團體不被特定性別定義的音樂與形象。同日發行了特別迷你專輯《We are i-dle》，此專輯收錄了9首(G)I-DLE時期的歌曲，音源全數重新錄製成「i-dle ver.」。並宣布將於5月19日以第八張迷你專輯《We are》回歸。
5月9日，率先公開迷你八輯先行曲《Girlfriend》MV。
5月19日，韓國時間下午6時，公開第八張迷你專輯《We are》全輯音源及主打曲《Good Thing》MV。
6月19日，《Queencard》成為i-dle第一個破四億次觀看的MV，也是單官方頻道首支破四億次的MV。

## 音樂作品
| 韓語 正規專輯 2022年：《 I NEVER DIE 》 2024年：《 2 》 迷你專輯 2018年：《 I am 》 2019年：《 I made 》 2020年：《 I trust 》 2021年：《 I burn 》 2022年：《 I love 》 2023年：《 I feel 》 2024年：《 I SWAY 》 2025年：《 We are 》 單曲專輯 2020年：《 DUMDi DUMDi 》 數位單曲 2018年：《 HANN (Alone) 》 2019年：《 Uh-Oh 》 2020年：《 i'M THE TREND 》 2021年：《 Last Dance (Prod. GroovyRoom) 》 特別迷你專輯 2025年：《 We are i-dle 》 日語 迷你專輯 2019年：《 LATATA 》 2020年：《 Oh my god 》 | 英語 迷你專輯 2023年：《 HEAT 》 數位單曲 2020年：《 LATATA (English Ver.) 》 2021年：《 HWAA (English Ver.) 》 2021年：《 HWAA (Dimitri Vegas & Like Mike Remix) 》 數位單曲 2020年：《 DUMDI DUMDI (Chinese Ver.) 》 2021年：《 HWAA(火/花) (Chinese Ver.) 》 |

## 演唱會及大型公演

### 演唱會
- (G)I-DLE ONLINE CONCERT I-LAND: WHO AM I（2020年）
- JUST ME ( )I-DLE（2022年世界巡迴演唱會）
- I am FREE-TY（2023年世界巡迴演唱會）
- iDOL（2024年世界巡迴演唱會）

## 獎項

### 音樂節目獎項
| 年份   | 日期     | 電視台  | 節目名稱       | 獲獎歌曲     | 排名 |
| ------ | -------- | ------- | -------------- | ------------ | ---- |
| 2018年 | 5月22日  | SBS MTV | THE SHOW       | LATATA       | 1位  |
| 2018年 | 5月24日  | Mnet    | M Countdown    | LATATA       | 1位  |
| 2018年 | 5月29日  | SBS MTV | THE SHOW       | LATATA       | 1位  |
| 2018年 | 8月29日  | MBC M   | Show Champion  | HANN (Alone) | 1位  |
| 2018年 | 9月4日   | SBS MTV | THE SHOW       | HANN (Alone) | 1位  |
| 2018年 | 9月6日   | Mnet    | M Countdown    | HANN (Alone) | 1位  |
| 2019年 | 3月6日   | MBC M   | Show Champion  | Senorita     | 1位  |
| 2019年 | 7月2日   | SBS MTV | THE SHOW       | Uh-Oh        | 1位  |
| 2020年 | 4月16日  | Mnet    | M Countdown    | Oh my god    | 1位  |
| 2020年 | 4月17日  | KBS2    | 音樂銀行       | Oh my god    | 1位  |
| 2020年 | 4月18日  | MBC     | Show! 音樂中心 | Oh my god    | 1位  |
| 2020年 | 4月19日  | SBS     | 人氣歌謠       | Oh my god    | 1位  |
| 2020年 | 8月12日  | MBC M   | Show Champion  | DUMDi DUMDi  | 1位  |
| 2020年 | 8月13日  | Mnet    | M Countdown    | DUMDi DUMDi  | 1位  |
| 2020年 | 8月16日  | SBS     | 人氣歌謠       | DUMDi DUMDi  | 1位  |
| 2020年 | 8月19日  | MBC M   | Show Champion  | DUMDi DUMDi  | 1位  |
| 2020年 | 8月20日  | Mnet    | M Countdown    | DUMDi DUMDi  | 1位  |
| 2020年 | 8月23日  | SBS     | 人氣歌謠       | DUMDi DUMDi  | 1位  |
| 2021年 | 1月20日  | MBC M   | Show Champion  | HWAA         | 1位  |
| 2021年 | 1月21日  | Mnet    | M Countdown    | HWAA         | 1位  |
| 2021年 | 1月22日  | KBS2    | 音樂銀行       | HWAA         | 1位  |
| 2021年 | 1月23日  | MBC     | Show! 音樂中心 | HWAA         | 1位  |
| 2021年 | 1月24日  | SBS     | 人氣歌謠       | HWAA         | 1位  |
| 2021年 | 1月26日  | SBS MTV | THE SHOW       | HWAA         | 1位  |
| 2021年 | 1月28日  | Mnet    | M Countdown    | HWAA         | 1位  |
| 2021年 | 1月30日  | MBC     | Show! 音樂中心 | HWAA         | 1位  |
| 2021年 | 1月31日  | SBS     | 人氣歌謠       | HWAA         | 1位  |
| 2021年 | 2月4日   | Mnet    | M Countdown    | HWAA         | 1位  |
| 2022年 | 3月22日  | SBS MTV | THE SHOW       | TOMBOY       | 1位  |
| 2022年 | 3月23日  | MBC M   | Show Champion  | TOMBOY       | 1位  |
| 2022年 | 3月24日  | Mnet    | M Countdown    | TOMBOY       | 1位  |
| 2022年 | 3月26日  | MBC     | Show! 音樂中心 | TOMBOY       | 1位  |
| 2022年 | 3月27日  | SBS     | 人氣歌謠       | TOMBOY       | 1位  |
| 2022年 | 3月31日  | Mnet    | M Countdown    | TOMBOY       | 1位  |
| 2022年 | 4月3日   | SBS     | 人氣歌謠       | TOMBOY       | 1位  |
| 2022年 | 6月5日   | SBS     | 人氣歌謠       | TOMBOY       | 1位  |
| 2022年 | 10月25日 | SBS MTV | THE SHOW       | Nxde         | 1位  |
| 2022年 | 10月26日 | MBC M   | Show Champion  | Nxde         | 1位  |
| 2022年 | 10月27日 | Mnet    | M Countdown    | Nxde         | 1位  |
| 2022年 | 10月28日 | KBS2    | 音樂銀行       | Nxde         | 1位  |
| 2022年 | 10月29日 | MBC     | Show! 音樂中心 | Nxde         | 1位  |
| 2022年 | 11月6日  | SBS     | 人氣歌謠       | Nxde         | 1位  |
| 2022年 | 11月9日  | MBC M   | Show Champion  | Nxde         | 1位  |
| 2022年 | 11月12日 | MBC     | Show! 音樂中心 | Nxde         | 1位  |
| 2022年 | 11月13日 | SBS     | 人氣歌謠       | Nxde         | 1位  |
| 2022年 | 11月19日 | MBC     | Show! 音樂中心 | Nxde         | 1位  |
| 2022年 | 11月20日 | SBS     | 人氣歌謠       | Nxde         | 1位  |
| 2023年 | 5月23日  | SBS MTV | THE SHOW       | Queencard    | 1位  |
| 2023年 | 5月24日  | MBC M   | Show Champion  | Queencard    | 1位  |
| 2023年 | 5月25日  | Mnet    | M Countdown    | Queencard    | 1位  |
| 2023年 | 5月26日  | KBS2    | 音樂銀行       | Queencard    | 1位  |
| 2023年 | 5月27日  | MBC     | Show! 音樂中心 | Queencard    | 1位  |
| 2023年 | 5月28日  | SBS     | 人氣歌謠       | Queencard    | 1位  |
| 2023年 | 6月3日   | MBC     | Show! 音樂中心 | Queencard    | 1位  |
| 2023年 | 6月4日   | SBS     | 人氣歌謠       | Queencard    | 1位  |
| 2023年 | 6月10日  | MBC     | Show! 音樂中心 | Queencard    | 1位  |
| 2023年 | 6月11日  | SBS     | 人氣歌謠       | Queencard    | 1位  |
| 2023年 | 6月24日  | MBC     | Show! 音樂中心 | Queencard    | 1位  |
| 2023年 | 7月1日   | MBC     | Show! 音樂中心 | Queencard    | 1位  |
| 2023年 | 7月14日  | KBS2    | 音樂銀行       | Queencard    | 1位  |
| 2024年 | 2月7日   | MBC M   | Show Champion  | Super Lady   | 1位  |
| 2024年 | 2月8日   | Mnet    | M Countdown    | Super Lady   | 1位  |
| 2024年 | 2月15日  | Mnet    | M Countdown    | Super Lady   | 1位  |
| 2024年 | 2月22日  | Mnet    | M Countdown    | Super Lady   | 1位  |
| 2024年 | 3月31日  | SBS     | 人氣歌謠       | Fate         | 1位  |
| 2024年 | 4月7日   | SBS     | 人氣歌謠       | Fate         | 1位  |
| 2024年 | 4月14日  | SBS     | 人氣歌謠       | Fate         | 1位  |
| 2024年 | 8月11日  | SBS     | 人氣歌謠       | Klaxon       | 1位  |
| 2024年 | 8月18日  | SBS     | 人氣歌謠       | Klaxon       | 1位  |
| 2024年 | 8月25日  | SBS     | 人氣歌謠       | Klaxon       | 1位  |
| 2025年 |          |         |                | Girlfriend   | 1位  |
| 2025年 |          |         | Good Thing     |              | 1位  |

### 主要音樂節目榜單排名
| 主打歌曲排名成績 | 主打歌曲排名成績 | 主打歌曲排名成績     | 主打歌曲排名成績  | 主打歌曲排名成績       | 主打歌曲排名成績 | 主打歌曲排名成績        | 主打歌曲排名成績   | 主打歌曲排名成績 | 主打歌曲排名成績                    |  |
| 專輯 | 歌曲 | Mnet 《M Countdown》 | KBS2 《音樂銀行》 | MBC 《Show! 音樂中心》 | SBS 《人氣歌謠》 | MBC M 《Show Champion》 | SBS M 《THE SHOW》 | 冠軍次數         | 備註                                |  |
| 2018年 | 2018年 | 2018年               | 2018年            | 2018年                 | 2018年           | 2018年                  | 2018年             | 2018年           | 2018年                              |  |
| --- | --- | -------------------- | ----------------- | ---------------------- | ---------------- | ----------------------- | ------------------ | ---------------- | ----------------------------------- |  |
| I am | LATATA | 1                    | 11                | 5                      | 6                | 2                       | (1)                | 3                | 出道、兩台冠軍歌曲                  |  |
| 數位單曲 | HANN (Alone) | 1                    | 10                | 8                      | 2                | 1                       | 1                  | 3                | 三台冠軍歌曲                        |  |
| 2019年 | |                      |                   |                        |                  |                         |                    |                  |                                     |  |
| I made | Senorita | 2                    | 6                 | 7                      | 3                | 1                       | 2                  | 1                |                                     |  |
| 數位單曲 | Uh-Oh | 3                    | 13                | 10                     | 5                | 3                       | 1                  | 1                |                                     |  |
| 2020年 | |                      |                   |                        |                  |                         |                    |                  |                                     |  |
| I trust | Oh my god | 1                    | 1                 | 1                      | 1                | 2                       | 2                  | 4                | 四台冠軍歌曲                        |  |
| DUMDi DUMDi | DUMDi DUMDi | (1)                  | 2                 | 4                      | (1)              | (1)                     | 2                  | 6                | 三台冠軍歌曲                        |  |
| 2021年 | |                      |                   |                        |                  |                         |                    |                  |                                     |  |
| I burn | HWAA | [1]                  | 1                 | (1)                    | (1)              | 1                       | 1                  | 10               | 六台冠軍歌曲 最後一次以六人體制回歸 |  |
| 2022年 | |                      |                   |                        |                  |                         |                    |                  |                                     |  |
| I NEVER DIE | TOMBOY | (1)                  | 2                 | 1                      | [1]              | 1                       | 1                  | 8                | 首次以五人體制回歸 五台冠軍歌曲     |  |
| I love | Nxde | 1                    | 1                 | [1]                    | [1]              | (1)                     | 1                  | 11               | 六台冠軍歌曲                        |  |
| 2023年 | |                      |                   |                        |                  |                         |                    |                  |                                     |  |
| I feel | Queencard | 1                    | (1)               | <1>                    | [1]              | 1                       | 1                  | 13               | 六台冠軍歌曲                        |  |
| 2024年 | |                      |                   |                        |                  |                         |                    |                  |                                     |  |
| 2 | Wife | 2                    | /                 | 6                      | 3                | /                       | /                  | 0                | 先行曲無打歌宣傳                    |  |
| 2 | Super Lady | [1]                  | 2                 | 2                      | 2                | 1                       | /                  | 4                | 兩台冠軍歌曲                        |  |
| 2 | Fate | /                    | 2                 | /                      | [1]              | 2                       | /                  | 3                | 逆行召回打歌一周                    |  |
| I SWAY | Klaxon | 2                    | 2                 | 2                      | [1]              | 2                       | /                  | 3                | 三連冠歌曲                          |  |
| 2025年 | |                      |                   |                        |                  |                         |                    |                  |                                     |  |
| We are | Good Thing | 3                    | 2                 | 2                      | 3                | 2                       | /                  | 0                | 續約及更換團名後首次回歸            |  |
| We are | Girlfriend | /                    | /                 | /                      | /                | /                       | /                  | 0                | 續約及更換團名後首次回歸            |  |
| \| - 「*」：打榜中 - 「(1)」：兩星期冠軍 - 「[1]」：三星期冠軍 - 「{1}」：四星期冠軍 - 「<1>」：五星期冠軍 \| - 「/」表示未有相關資料 - 「 」：該段時期未有設立排行榜 - 取得《M! Countdown》、《人氣歌謠》、《Show Champion》及《THE SHOW》三週一位後，排名自動除外 \| | |                      |                   |                        |                  |                         |                    |                  |                                     |  |
| - 「*」：打榜中 - 「(1)」：兩星期冠軍 - 「[1]」：三星期冠軍 - 「{1}」：四星期冠軍 - 「<1>」：五星期冠軍 | - 「/」表示未有相關資料 - 「 」：該段時期未有設立排行榜 - 取得《M! Countdown》、《人氣歌謠》、《Show Champion》及《THE SHOW》三週一位後，排名自動除外 |                      |                   |                        |                  |                         |                    |                  |                                     |  |

| 各台冠軍歌曲獎座統計 | 各台冠軍歌曲獎座統計 | 各台冠軍歌曲獎座統計 | 各台冠軍歌曲獎座統計 | 各台冠軍歌曲獎座統計 | 各台冠軍歌曲獎座統計 |
| Mnet                 | KBS                  | MBC                  | SBS                  | MBC M                | SBS M                |
| -------------------- | -------------------- | -------------------- | -------------------- | -------------------- | -------------------- |
| 15                   | 5                    | 12                   | 20                   | 10                   | 8                    |
| 一位總數：70         |                      |                      |                      |                      |                      |

## 備註與參考資料

### 備註
1. ↑  今Circle數位榜
2. ↑  Tongtong TV，2018-05-02，出道記者會，成員自我介紹：「小娟、Charisma 隊長小娟」、「薇娟、Power Vocal」、「Minnie、魅力Voice」、「穗珍、漂亮舞線（예쁜 춤선，漂亮的跳舞線條，意思是舞蹈擔當）」、「雨琦、Cutie擔當」、「舒華、老么」[16]
3. ↑  (G)I-DLE官方微博使用正名「薇娟」為中文藝名。[17]
  (G)I-DLE官方微博曾使用中文藝名「美延」[18][19]
4. 本人在V LIVE直播中認證姓名漢字為「曺薇娟」[20]
5. ↑  Minnie藝名不設漢字
6. ↑  Minnie本名的諺文写法为
7. 1 2 3  The Show，2018-5-29，Home Shopping，成員定位介紹，「穗珍 Main Dancer，Minnie Main Vocal，雨琦 Lead Dancer，舒華 Maknae」。[25][26]
8. News Ade，2018-5-27，一分鐘自我介紹，小娟自我介紹：「大小的小，美麗的娟」。[27]
9. 愛奇藝，2018-7-31，小娟用中文自我介紹：「大家好，我是隊長小娟」。[12]
10. ↑  雨琦本名的諺文写法为
11. ↑  舒華本名的諺文写法为
12. ↑  自2014年12月25日起，桃園縣改制為直轄市
13. ↑  News Chosun，2018-05-02，出道記者會，新聞介紹：「(G)I-DLE的舒華 老么」。[33]
14. 油豆瘋女團 여덕 & 걸그룹，2018-05-14，「Soojin，천천히 할"서"，緩慢平穩的"徐"，이삭"수" ，稻穗的"穗"，보배"진"，寶貝的"珍"，所以漢字名是"徐穗珍"」「"田小娟"」[34]
15. ↑  The Show，2018-5-29，Home Shopping，小娟介紹穗珍：「穗珍作為Main Dancer，很擅長靈巧又好看的舞蹈」。[26]
16. ↑  1theK，2018-5-4，Let's Dance，穗珍自我介紹：「穗珍的Position是舞蹈」。[36]
17. ↑  《人氣歌謠》於10月30日停播，故不頒發一位。

## 外部連結
| 韓國 - 官方网站 （） - i-dle的Facebook專頁（） - i-dle的X（前Twitter）（） - i-dle的Instagram帳戶（） - i-dle的Spotify專頁 - i-dle－Daum Cafe（（页面存档备份，存于））（） - YouTube上的i-dle頻道（） - i-dle的TikTok（） | 日本 - 日文官方網站（日語） - i-dle日文版的X（前Twitter）（日語） - YouTube上的i-dle日本頻道（日語） 中国 - i-dle的哔哩哔哩个人空间（简体中文） - i-dle的新浪微博（简体中文） - i-dle的抖音账号（简体中文） |